# 板倉重定
板倉 重定（いたくら しげさだ、生年不詳 - 永禄6年（1563年））は、戦国時代の武将。今川氏家臣。通称弾正。

## 略歴
八幡砦（愛知県豊川市）城主。桶狭間の戦い後も今川氏に属した重定は、永禄5年（1563年）徳川軍に攻められ息子の主水と共に討死した 。重定の死と同時に八幡砦も陥落した。